# Global Lepidoptera Names Index
De Global Lepidoptera Names Index (LepIndex) is een doorzoekbare database die wordt beheerd door de afdeling Entomologie van het Natural History Museum in Londen. 
Het is gebaseerd op kaartindexen en gescande journals, nomenclatuurcatalogi en het zoölogisch record. Het bevat de meerderheid van de wetenschappelijke namen van vlinders van over de hele wereld die tot 1981 zijn gepubliceerd en voor sommige groepen is deze actueel.
LepIndex biedt iedereen op het internet gratis toegang tot: 
- de zoölogische autoriteit die een vlinder- of mottensoort heeft benoemd
- waar de oorspronkelijke beschrijving werd gepubliceerd
- status van de naam (geldige naam of synoniem)

Het is de belangrijkste bron van Lepidoptera-namen in het Integrated Taxonomic Information System en de Catalog of Life. 